# Sarah Blue
Sarah Blue (Praga, 13 de abril de 1983) es una actriz pornográfica checa retirada.

## Biografía
Sarah Blue, nombre artístico de Katerina Blumelová, nació en Praga, capital de la República Checa, en abril de 1983. No se sabe mucho sobre su vida hasta antes del 2002, cuando tras cumplir los 19 años decide entrar en la industria pornográfica.
Como actriz porno, trabajó para estudios principalmente europeos, aunque también trabajó en Estados Unidos. Algunas de las productoras con las que Sarah Blue trabajó fueron Private Media Group, Evil Angel, Adam & Eve, Anabolic Video, Zero Tolerance, Hustler, Jules Jordan Video, 3rd Degree, New Sensations, Eromaxx Films, Pure Play Media o Video Marc Dorcel.
Se retiró en 2010, habiendo aparecido como actriz en más de 260 producciones, entre películas originales y compilaciones.
Algunas películas de su filmografía fueron Anal Driller 4, Bottoms Up, Euro Sluts 4, Fill Me In 3, Her First MILF 5, Out Numbered, Share the Load 3, Sperm Banks 8 o Swank XXX Teens 4.

## Premios y nominaciones
| Año  | Ceremonia   | Resultado | Premio                                        | Trabajo      |
| ---- | ----------- | --------- | --------------------------------------------- | ------------ |
| 2004 | Premios AVN | Nominada  | Mejor escena de sexo en producción extranjera | Out Numbered |